# Divadlo hudby (Praha)

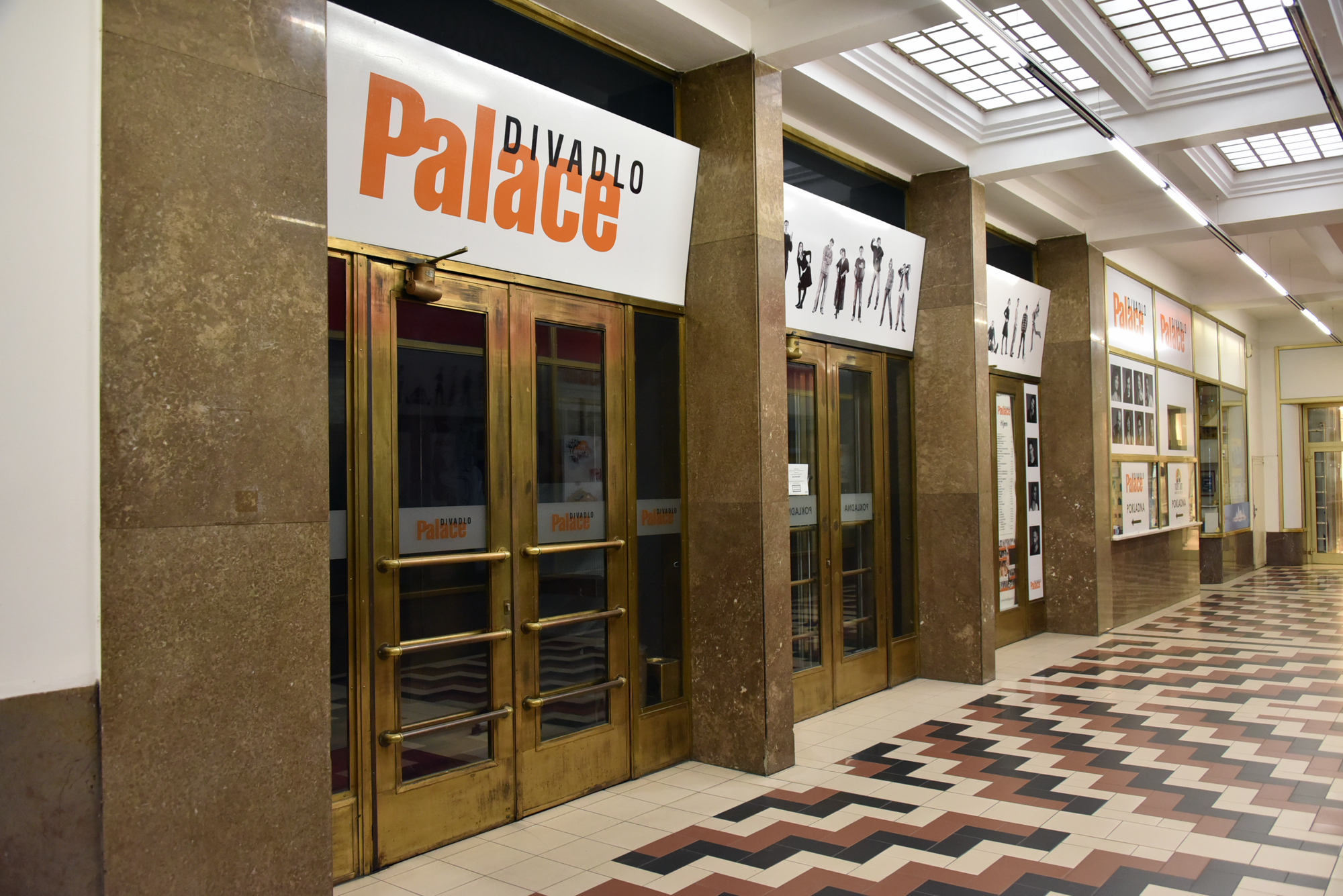
Bývalé Divadlo hudby, Praha

Divadlo hudby v Praze bylo spolu s galerií založeno roku 1949 v budově České tiskové kanceláře, Opletalova 5. Galerie fungovala v letech 1957 - 1989. Divadlo zaniklo roku 1991.

## Historie
Divadlo hudby sídlilo v suterénních prostorách funkcionalistické kancelářské budovy, kterou postavila podle projektu Václava Velvarského pro Českou tiskovou kancelář (ČTK) v letech 1929–1930 stavební firma Bohumila Belady. V době První republiky byl v suterénu v levé části zadního traktu podélný taneční sál (dancing Scala) s galerií, který souvisel s restaurací v 1. suterénu. V roce 1949 byl sál, užívaný v té době jen jako skladiště, adaptován pro Gramofonové závody n. p. a vzniklo zde Divadlo hudby - Gramotón, s kapacitou hlediště asi 130 míst. O založení divadla se zasloužil generální ředitel Gramofonových závodů Josef Háša. 
Profil divadla určoval v prvních letech Jaroslav K. Procházka a do dramaturgie se zapojovali lidé jako byl například prof. Mirko Očadlík, nebo Pavel Eisner. Divadlo hudby řídil v letech 1949–1953 umělecký ředitel Gramofonových závodů (později Státního hudebního vydavatelství a Supraphonu) Jaroslav Šeda a po něm Karel Boušek (1954–55), Ladislav Rejman (1956–57), Jiří Šrámek (1957–71), Vladimír Cabalka (1971–76), Otakar Roubínek (1977), Jiří Brušák (1977–78), Iraida Petřinová (1978–82). V roce 1983 bylo Divadlo hudby sloučeno s Lyrou Pragensis. Ta vznikla roku 1967 a počátkem normalizace (1972) byla administrativně začleněna pod Supraphon. Ředitelem této instituce a zároveň posledním vedoucím Divadla hudby se stal Milan Friedl (1983–1991).
V Divadle hudby vznikla scéna, která spojila reprodukci hudby z gramofonových desek s jejím živým prováděním, filmovou projekcí, mluveným slovem a tancem. Kromě hudebního sálu zde byla výstavní síň, hudební archiv, který do roku 1958 shromáždil 33 000 gramodesek, a Kulturní služba, která pořady Divadla hudby zprostředkovala v pobočkách v Bratislavě, v Ostravě (Aero,1951), Liberci (1956), Pardubicích, Plzni, Olomouci, nebo v Kroměříži. V sousedství Divadla hudby byla také reprezentační prodejna gramodesek Gramofonových závodů a Supraphonu, později sloučených do jednoho státního podniku.
V počátcích Divadlo hudby hrálo 2–4krát denně. Jednotlivé dny byly zpravidla vyhrazeny určitému repertoárovému okruhu: v pondělí byly uváděny nové skladby či nahrávky, úterky patřily opeře, středy komorní a symfonické hudbě, ve čtvrtek bylo divadlo vyhrazeno přednáškám pro vysokoškolské studenty hudebních oborů. Podle vzpomínek Jana Klusáka nebo Jana Koblasy chodili v 50. letech do Divadla hudby studenti AMU a AVU poslouchat současnou hudbu, protože v rozhlase, nebo na HAMU byla v té době na indexu. Literárně-hudební pořady uváděly klasická i soudobá literární díla formou tematicky specializovaných, monografických nebo volněji komponovaných scénářů (Památce Františka Halase, 1949/50; Ze sonetů W. Shakespeara, 1950/51; Vánoční romance a legendy, 1950/51; Obrázky z Paříže, 1955/56) V sezóně 1957/58 zde proběhl cyklus pořadů Jaroslav Ježek a Osvobozené divadlo nebo Nizozemí - Země větrných mlýnů. Hudební cykly zahrnovaly např. Souborné provedení díla Bedřicha Smetany, Dějiny symfonie, Nástroje orchestru, kapitoly z dějin programní hudby,  Cyklus k 200. výročí úmrtí J. S. Bacha, Beethovenovy symfonie, Světové opery, Rok české hudby.
Vrchol popularity Divadla hudby nastal v 60. letech, kdy byla v programu stále výrazněji zastoupena hudba experimentální (večery elektronické hudby, 1966 pořad věnovaný K. Stockhausenovi), jazz, šanson a big-beat. Pokračovaly večery poezie, v nichž byli představováni vedle českých a světových klasiků (cyklus Soud paměti – dílo D. Thomase, A. Ginsberga a J. Préverta, 1962; Po svých k magnetové hoře – poezie A. Vozněsenského, B. Okudžavy a B. Achmadulinové, 1963; Lunapark v hlavě – poezie L. Ferlinghettiho, 1967) také současní či opomíjení autoři. Uváděny byly také rozhlasové hry (Friedrich Dürrenmatt: Noční rozhovor; Samuel Beckett: Všichni, kdož padají, 1965). V druhé polovině 60. let pokračovaly literární pořady v rámci Literárních a hudebních matiné: Kniha Jobova; Čemu se báseň říká (poezie J. Ortena); Bolest s veselostí (hudba a poezie českého baroka), Čtení z Nového zákona, (1968). 
V Divadle hudby se 4. února 1977 konalo shromáždění umělců z oblasti hudby a populární kultury k provolání výborů československých uměleckých svazů Za nové tvůrčí činy ve jménu socialismu a míru (tzv. Anticharta).
Divadlo hudby zaniklo počátkem 90. let po privatizaci Supraphonu. Koncem devadesátých let prostory využívalo soukromé divadlo Skelet Pavla Trávníčka a od roku 2003 zde sídlí Divadlo Radka Brzobohatého. V roce 2004 proběhla kompletní rekonstrukce divadla a kavárny.

### Galerie Divadla hudby
Galerie Divadla hudby fungovala v letech 1956 až 1969. Byla invenčním prostorem, kde roku 1969 vystavovali členové skupiny Syntéza. Roku 1969 zde představil Stanislav Zippe své Luminosférické variace.   Za normalizace obnovila činnost až po desetileté přestávce roku 1979. Galerie ukončila výstavní činnost roku 1989 a při rekonstrukci divadla byla definitivně zrušena a
nahrazena bočními ochozy pro osvětlovací techniku.

## Výstavy (výběr)
- 1956 Domov v hudbě Bohuslava Martinů a obrazech Jana Zrzavého
- 1957 Hudba a hudebníci v díle Zdenky Burghauserové
- 1957 Koncerty a divadla v kresbách Karla Svolinského
- 1957 30 let osvobozeného divadla
- 1958 Umění odňaté času
- 1958 Svět jazzu v českém výtvarném umění (R. Fremund, A. Hoffmeister, J. Kotík, K. Lhoták, ad.)
- 1959 Současné české výtvarné umění hudbě
- 1961 Max Švabinský a hudba
- 1964 Opera a balet ve výpravách Josefa Čapka
- 1964 Svět jazzu v českém výtvarném umění (L. Fára, J. Hendrych, J. Jíra, R. Kratina, A. Kučerová, F. Kupka, V. Preissig, D. Puchnarová, ad.)
- 1965 Český jazz 1920 - 1965 (J. Čapek, E. Filla, F. Tichý)
- 1966 Svět jazzu v českém výtvarném umění (J. Hendrych, R. Kratina, R. Němec, R. Volráb, ad.)
- 1967 Profily jazzu
- 1968 Tvůrčí skupina Syntéza
- 1969 Jazz ve výtvarném umění 1969 (kulturní program: S + H Q)
- 1969 Bohuslav Martinů
- 1979 Oldřich Hamera: Paměť hmoty
- 1980 Oldřich Lacina
- 1980 Josef Slavík: Grafika, obrazy
- 1981 Libor Fára: Modrá poloha
- 1981 Ludmila Lojdová: Kresby
- 1982 Miroslav Hruška: Obrazy
- 1982 Jana Svobodová: Háčkované ilustrace
- 1987 Jindřich Fischel: Kresby
- 1987 Aleš Krejča: Obrazy
- 1987 Josef Čapek a divadlo
- 1987 zasloužilý umělec Milan Hegar
- 1988 Ladislav Stehlík: Kresby
- 1989 Josef Čapek a děti
- 1989 Štěpán Louda